# GSLV Mark-II

Порівняння індійських ракет-носіїв. Зліва направо: SLV, ASLV, PSLV, GSLV, GSLV III

GSLV Mark-II — індійська ракета-носій, здатна виводити на геостаціонарну орбіту супутники вагою до 2,5 тонн. Ракета має кріогенний двигун. Виробництво Індії.
Перший успішний пуск ракети-носія з кріогенним двигуном власного виробництва / GSLV Mark-II / відбувся в Індії в січні 2014 року.

## Варіанти
Ракети GSLV, що використовують російський кріогенний двигун (CS), позначаються як GSLV Mk I, тоді як версії, що використовують індійський кріогенний двигун (CUS), позначаються GSLV Mk II. Усі запуски GSLV проводилися з космічного центру Сатіш-Дахана в Шріхарікоті.